# Leonhard Scheuch
Leonhard Scheuch (* 21. Mai 1938 in Winterthur) ist ein schweizerisch-deutscher Musikverleger. Er leitet gemeinsam mit seiner Ehefrau Barbara Scheuch-Vötterle und seinem Sohn Clemens Scheuch den Bärenreiter-Verlag, der von Karl Vötterle gegründet wurde.
Nach dem Studium der Theaterwissenschaft an der Ludwig-Maximilians-Universität München und der Universität Wien absolvierte Scheuch zunächst Praktika im Bereich der Opernregie in Berlin, Hamburg und München. 1969–1976 arbeitete er als Dramaturg am Opernhaus Zürich.
Seit 1976 ist Scheuch einer der Geschäftsführer des Bärenreiter-Verlags. 1991 gründete er als Verwaltungsratspräsident der Bärenreiter-Verlag Basel AG eine Tochtergesellschaft in Prag, die den damaligen tschechoslowakischen Staatsverlag Editio Supraphon in die Privatisierung führte und seit 1998 als Editio Bärenreiter Praha (heute Bärenreiter Praha) firmiert.
Sein Engagement gilt vor allem der zeitgenössischen Musik. Abseits seiner Tätigkeit als Geschäftsführer des Bärenreiter-Verlags ist er Vorstandsmitglied im Förderverein des Kasseler Staatsorchesters und Mitglied des Kuratoriums der Landgraf-Moritz-Stiftung.